# Le Bélier
Le Bélier (französisch für Der Widder) ist eine Insel im Géologie-Archipel vor der Küste des ostantarktischen Adélielands.
Französische Wissenschaftler benannten sie 2010 nach dem Tierkreiszeichen Widder.